# Óscar Lepe
Óscar Lepe, mit vollständigem Namen Óscar Manuel Lepe González, (* 2. April 1968 in Las Condes, Santiago de Chile) ist ein ehemaliger chilenischer Fußballspieler und -trainer.

## Karriere

### Verein
Óscar Lepe begann seine Karriere 1987 bei Deportes Concepción, für das er bis 1992 spielte. Danach spielte der Mittelfeldspieler sechs Jahre für Deportes Temuco und wechselte 1999 zu Unión Española, mit dem er die Zweitliga-Meisterschaft gewinnen konnte. 2000 beendete Lepe seine Karriere bei Deportes La Serena.

### Trainer
Óscar Lepe war von 2010 bis Juni 2011 Trainer von Deportivo Purranque.

## Erfolge
Unión Española
- Chilenischer Zweitliga-Meister: 1999

## Sonstiges
Sein älterer Bruder Mario Lepe war ebenfalls Profifußballspieler und absolvierte 25 Länderspiele.